# Shahrestān di Larestan
La provincia di Larestan (farsi شهرستان لارستان) è una delle 29 province (shahrestān) della regione di Fars, in Iran. Il capoluogo è Lar. La provincia è suddivisa in 6 circoscrizioni (bakhsh):
- Centrale (بخش مرکزی), con le città di Lar, Khur e Latifi.
- Evaz (بخش اوز), con la città di Evaz e Fishvar.
- Juyom (بخش جویم), con la città di Juyom.
- Beyram (بخش بیرم), con la città di Beyram.
- Bonaruyeh (بخش بنارویه, con la città di Bonaruyeh.
- Sahraybagh (بخش صحرای باغ)

La circoscrizione di Gherash (بخش گراش), con la città di Gerash, è diventata provincia.